# Józef Wiłkomirski

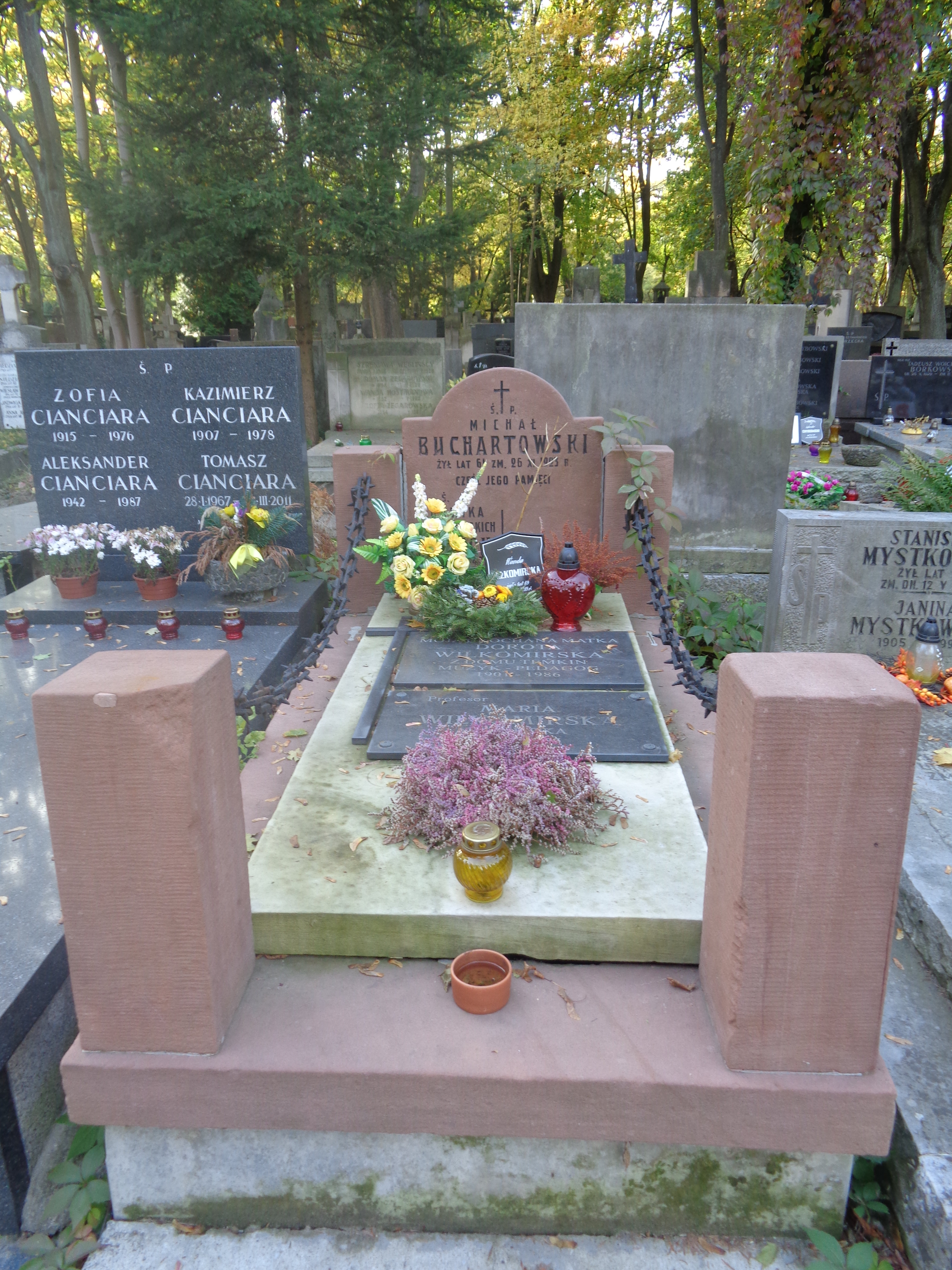
Grób Józefa Wiłkomirskiego na cmentarzu Powązkowskim w Warszawie

Józef Wiłkomirski (ur. 15 maja 1926 w Kaliszu, zm. 1 sierpnia 2020) – polski dyrygent, wiolonczelista i kompozytor, powstaniec warszawski.

## Życiorys
Syn Alfreda Wiłkomirskiego, brat Wandy oraz przyrodni brat Marii, Kazimierza i Michała. On oraz Wanda byli dziećmi Alfreda Wiłkomirskiego i jego drugiej żony Doroty (urodzonej w rodzinie żydowskiej jako Dwojra Temkin), którą przyszły mąż uczył wcześniej w miejscowej Szkole Muzycznej.
W latach 1936–1939 uczęszczał do Konserwatorium Muzycznego Heleny Kijeńskiej-Dobkiewiczowej w Łodzi. W czasie wojny 1943–1944 uczył się gry na wiolonczeli u swojego brata Kazimierza oraz pod kierunkiem Dezyderiusza Danczowskiego w Staatliche Musikschule w Warszawie, której wicedyrektorem był Kazimierz Sikorski. Równocześnie grał w orkiestrze teatru dramatycznego na ul. Kredytowej. Brał udział w powstaniu warszawskim (kapral, ps. „Szłom”, „8073”). Walczył w Śródmieściu Północnym jako żołnierz 2. kompanii „Genowefa” Zgrupowania NOW-AK „Harnaś”. Po zakończeniu powstania był więźniem stalagu w Sandbostel (nr jeniecki 223119). W III Rzeczypospolitej awansowany kolejno do stopnia podporucznika i porucznika Wojska Polskiego w stanie spoczynku.
W 1946 rozpoczął studia na Uniwersytecie Łódzkim (historia, archeologia), równocześnie w latach 1946–1949 studiował dyrygenturę w Państwowej Wyższej Szkole Muzycznej w Łodzi u swojego brata Kazimierza Wiłkomirskiego, Zdzisława Górzyńskiego i Włodzimierza Ormickiego oraz w latach 1949–1950 u Faustyna Kulczyckiego w Państwowej Wyższej Szkole Muzycznej w Warszawie. Tam też w latach 1954–1956 odbył aspiranturę pod kierunkiem Waleriana Bierdiajewa.
Był wiolonczelistą w orkiestrze Filharmonii Łódzkiej (1946–1949) i w orkiestrze Opery Warszawskiej (1949–1950). Następnie pełnił funkcję dyrygenta Państwowej Filharmonii w Krakowie (1950–1951), dyrygenta Zespołu Ludowego Pieśni i Tańca „Mazowsze” (1951–1952), kierownika muzycznym Zespołu Pieśni i Tańca „Skolimów” (1952–1954), drugiego dyrygenta Państwowej Filharmonii w Poznaniu (1954–1957), dyrektora i kierownika artystycznego Filharmonii w Szczecinie (1957–1971). W 1978 utworzył Filharmonię w Wałbrzychu. Był jej dyrektorem naczelnym i artystycznym do 2005, gdy przeszedł na emeryturę. Dodatkowo w latach 1978–1991 kierował Zespołem Szkół Muzycznych w Wałbrzychu.
W czasie swojej 55-letniej kariery dyrygenckiej występował we wszystkich filharmoniach krajowych, a także w 22 krajach Europy, Ameryki i Azji, dając ponad 1600 koncertów. Dokonał wielu prawykonań polskich kompozytorów, m.in. Wojciecha Kilara, Bolesława Woytowicza, Romualda Twardowskiego, Benedykta Konowalskiego. Od 1967 rozwijał działalność kompozytorską. Jego utwory były wykonywane w 14 krajach Europy, Azji i Ameryki.
Działał także jako publicysta (300 artykułów) i prelegent (ponad 200 wystąpień). Współpracował z Telewizją Polską i rozgłośniami regionalnymi Polskiego Radia w Szczecinie, Wałbrzychu i Wrocławiu. Pełnił ponadto różne funkcje społeczne, m.in. przewodniczącego stowarzyszeń kulturalnych w Wałbrzychu. Był także przez szereg kadencji radnym miejskim Wałbrzycha i województwa wałbrzyskiego. W 2015 odebrał tytuł Honorowego Obywatela Miasta Kalisza.
Został pochowany na cmentarzu Powązkowskim w Warszawie (kwatera 223-1-16).

## Wybrane kompozycje
(na podstawie materiałów źródłowych)
- Sonata na wiolonczelę solo (1968)
- Koncert na harfę i orkiestrę kameralną (1969)
- Sinfonietta nr 1 na orkiestrę (1969)
- Przygoda Kacperka, baśń symfoniczna na głos recytujący i orkiestrę symfoniczną (1969)
- Toccata na 2 fortepiany (1969)
- Mała suita na wiolonczelę solo (1970)
- Sinfonietta nr 2 na orkiestrę (1970)
- Stela 70 na orkiestrę symfoniczną (1970)
- Sonata na skrzypce i fortepian (1971)
- 'Sonata na wiolonczelę i fortepian (1971)
- Trio fortepianowe (1971)
- Zamek Królewski w Warszawie, suita na orkiestrę symfoniczną (1971)
- Sonata na kontrabas i fortepian (1972)
- Baśń o królewiczu Jasnym, balet-pantomima (1972)
- Suita taneczna na kwartet perkusyjny (1972)
- Koncert na 4 harfy (1972)
- Poemat żałobny na orkiestrę symfoniczną (1973)
- Koncert na orkiestrę (1973)
- Concertino na wiolonczelę i orkiestrę (1974)
- Sonata na altówkę i fortepian (1975)
- Sonata na skrzypce solo (1975)
- Kwartet smyczkowy (1975)
- Pieśni miłosne (wersja I) na sopran i fortepian (1975)
- Wrześniowy alarm na sopran, baryton, recytatora, chór i orkiestrę (1976)
- Pieśni miłosne (wersja II) na sopran i orkiestrę (1976)
- Elementy na orkiestrę (1977)
- Isia i kosmoskrzaty, baśń symfoniczna na głos recytujący i orkiestrę symfoniczną (1993)
- Obsesja na orkiestrę symfoniczną (1997)
- Oberek na orkiestrę symfoniczną (2001)
- Cenotaf na orkiestrę (2002)
- Suita koncertowa na marimbę i orkiestrę kameralną (2005)

## Odznaczenia i nagrody
- Złota Odznaka Honorowa Gryfa Pomorskiego (1960)
- Nagroda Muzyczna Szczecina (1961)
- Krzyż Kawalerski Orderu Odrodzenia Polski (1963)
- Odznaka „Zasłużony Działacz Kultury” (1967)
- Nagroda za upowszechnianie Kultury (1970)
- Krzyż Oficerski Orderu Odrodzenia Polski (1979)
- Nagroda Miasta Wałbrzycha (1979, 1999)
- Nagroda Prasy Dolnośląskiej (1982)
- Nagroda Województwa Wałbrzyskiego (1983)
- Medal Komisji Edukacji Narodowej (1984)
- Warszawski Krzyż Powstańczy (1985)
- Order Sztandaru Pracy I klasy (1986)
- Odznaka „Przyjaciel dziecka” (1993)
- Krzyż Armii Krajowej (1995)
- Odznaka „Weteran Walk o Wolność i Niepodległość Ojczyzny” (1995)
- Złota Odznaka Zasłużonego Działacza Towarzystwa Przyjaciół Dzieci (1998)
- Krzyż Komandorski z Gwiazdą Orderu Odrodzenia Polski (1998)
- Tytuł „Zasłużony dla Powiatu Wałbrzyskiego” (2005)[13]
- Tytuł „Zasłużony dla Miasta Wałbrzycha” (2006)[14]
- Złoty Medal „Zasłużony Kulturze Gloria Artis” (2008)[15]
- Odznaka Honorowa ZAiKS-u (2009)[16]